# Pseudosolenina
Pseudosolenina es un género de foraminífero bentónico de la Subfamilia Parafissurininae, de la Familia Ellipsolagenidae, de la Superfamilia Polymorphinoidea, del Suborden Lagenina y del Orden Lagenida. Su especie-tipo es Pseudosolenina borealis. Su rango cronoestratigráfico abarca desde el Pleistoceno superior hasta la Actualidad.

## Discusión
Clasificaciones previas incluían Pseudosolenina en la Superfamilia Nodosarioidea.

## Clasificación
Pseudosolenina incluye a las siguientes especies:
- Pseudosolenina borealis
- Pseudosolenina wiesneri